# Kerepesi út
Kerepesi út est une voie de pénétration reliant le péri-centre de Budapest à la Route principale 3. À son extrémité ouest, la route part de Baross tér dans le prolongement de Rákóczi út, tout au long de l'emprise ferroviaire de la gare de Budapest-Keleti. Elle longe ensuite le cimetière national de Fiumei út puis le quartier des stades (Stade Ferenc-Puskás, Papp László Budapest Sportaréna).
Le centre commercial Arena Plaza est situé sur cette voie.